# 佩尔韦兹·穆沙拉夫
佩尔韦兹·穆沙拉夫（拉丁化：Pervez Musharraf，1943年8月11日—2023年2月5日），巴基斯坦第10任总统、军事将领。

## 经历
佩尔韦兹·穆沙拉夫於1943年8月11日生于当时仍屬於英国殖民地的印度新德里，1947年移民到巴基斯坦的卡拉奇。他的父亲在新成立的巴基斯坦国里当外交官。穆沙拉夫从6岁开始就随父母到驻土耳其大使馆生活，生活了7年，故精通土耳其语。
1961年在他18岁时，穆沙拉夫进入巴基斯坦陆军军校，三年后毕业，当上了一名炮兵军官。1965年和1971年，巴基斯坦和印度两次发生武装冲突，穆沙拉夫在战斗中表现出色，多次立功获奖。1964年被委任为炮兵军官，先后在自行火炮团、特种作战营、装甲师属炮兵部队、步兵师和野战军中任职。曾赴英国学习并在奎塔指挥参谋学院和巴基斯坦国防学院任教。担任过陆军司令部作战局副局长、副军事秘书、作战局局长等职务。在90年代初，他积极深造，先后在巴基斯坦总参谋指挥学校和英国皇家国防大学进修。穆沙拉夫获得过“卓越”、“新月”等勋章，1991年晋升少将，1995年晋升中将，1998年10月出任陆军参谋长，晋升上将军衔。此前，任第1军军长。1999年4月被纳瓦兹·谢里夫总理任命为陆军参谋长兼参联会主席。1999年10月发动政变囚禁谢里夫，自任首席执行官。2001年6月20日穆宣誓出任巴基斯坦总统。2008年8月18日宣布辞去巴基斯坦总统职务。

## 政变上台
当时民选的納瓦茲·謝里夫总理希望成立一个由军人和文官共同组成的国家安全委员会来决定国家的国防安全事务。穆沙拉夫反对此举，并将陆军中同情这种构想的高级将领统统换掉。谢里夫不满穆沙拉夫的此种行为，并对穆沙拉夫提出警告，穆沙拉夫表示认错。
1999年10月12日，穆沙拉夫在斯里兰卡访问期間，谢里夫宣布将穆沙拉夫撤职。穆沙拉夫随即采取相应行动，命令手下的军人将谢里夫和其他所有的文职高级官员逮捕，而谢里夫则命令巴基斯坦的机场拒绝允许穆沙拉夫从斯里兰卡回来的飞机着陆，可是穆沙拉夫的座机强行回国，在只剩下七分钟燃料的情况下安全降落。在公审中谢里夫不能自己出庭辩护，他的律师也被人暗杀，最后谢里夫被法庭以恐怖主义、劫机和企图谋杀等罪名被判处终生监禁，2000年12月10日，谢里夫获赦並流亡沙特阿拉伯。

## 执政
1999年10月12日，时任参联会主席兼陆军参谋长的穆沙拉夫宣布解散谢里夫为总理的政府，解散国会，而塔拉尔总统则留任。并成立了国家安全委员会和内阁，穆沙拉夫本人身兼军队和政府领导人（總理）的双重职务，自任首席执行官，并颁布临时宪法1号令，宣布暂停实施原宪法。
2001年6月20日，穆沙拉夫強迫塔拉尔总统交出權力，宣誓出任巴基斯坦总统。
2002年11月16日，在反對派杯葛下，他宣稱獲98%民眾支持下，宣誓连任。
2002年7月，穆沙拉夫发布了一项总统令，阻止曾担任过两届总理或省长的政府官员再担任这些职务，巴基斯坦的两个主要政党领袖、前总理巴基斯坦穆斯林聯盟 (谢里夫派)領導人納瓦茲·謝里夫和巴基斯坦人民黨主席贝娜齐尔·布托女士无法再参加大选。8月，穆颁布“法律框架令（LFO）”，宣布恢复1973年宪法和哈克时代宪法第8修正案，规定总统有权解散国民议会、任命参联会主席和三军参谋长。
2003年12月29日，巴议会通过宪法第17修正案，规定总统经最高法院批准后有权解散议会，与总理协商后有权任免三军领导人。
2003年12月24日，穆沙拉夫发表电视讲话，表示他已经决定在2004年12月31日前辞去陆军参谋长职务，只保留国家总统的文职官位，并在辞去军职一个月后在议会举行信任投票。但是2004年12月穆沙拉夫重申了他继续担任陆军总参谋长兼参谋长联席会议主席的决定，并呼吁反对派接受这一决定。
2004年1月1日，通过了国民议会、参议院和四个省议会的信任投票，其总统的地位得到确认，任期至2007年11月。
穆沙拉夫执权后，雖然自身涉及貪污，强调“反贪倡廉”，对内致力于振兴经济，吸引外国投资，其執政時期巴基斯坦的年经济增长率达7.5%，并积极发展同世界各国改善关系。穆沙拉夫主張印巴和好，並成为16年来第一位到印度访问的巴国家元首。穆沙拉夫选择跟美国合作加入阿富汗战争，穆沙拉夫因此获得了美国大量军援。穆沙拉夫在2004年2月说过，巴基斯坦将继续发展核武器，并强调巴基斯坦发展核武器的目的只是自卫。2006年，穆沙拉夫下令采取军事行动，导致俾路支省的一名部落首领被殺，使得當地爆發長時間的武装叛乱。
2007年11月，穆沙拉夫宣布实施紧急状态，并解除近60名法官职务。11月28日，穆沙拉夫辭去陸軍參謀長職務。

## 反恐
“9·11”事件后，巴与美合作打击恐怖主义，两国关系升温。美允在2003－2007年间向巴提供30亿美元的军经援助。2004年6月，美国会批准予巴“非北约主要盟国”地位。同年9月，穆沙拉夫总统在出席联大期间会见布什总统。
但有人指出，穆沙拉夫积极参與反恐战争，试图消灭巴基斯坦境内不满穆沙拉夫统治的伊斯兰狂热份子，以便得到国际社会的认同，巩固自己的军人独裁政权。

## 暗杀未遂
2004年12月25日，拉瓦尔品第发生剧烈爆炸，造成至少7人死亡。穆沙拉夫的车队在爆炸发生几分钟前刚刚经过爆炸地点，但穆沙拉夫没有受伤。

## 爭議
穆沙拉夫是通过政变上台执政的，他在2002年举行全民公投，以通过选举使执政合法化并希望连任总统。大多数反对党派都抵制这次选举，在投票率极低的情况下，穆沙拉夫宣布98％的选民投票支持他连任5年。国际舆论对他的高压政治运作颇有批评。

## 下台后
2008年8月18日，穆沙拉夫由于受到执政联盟、3个省议会以及陆军参谋长阿什法克·佩尔韦兹·基亚尼领导的军方的反对而被迫辞职，结束了九年的执政，之后流亡居住于英国伦敦，他还经常去美国、巴西等地发表演讲。
2011年2月，巴基斯坦法院向穆沙拉夫发了封逮捕令，指控他涉嫌参与了对巴基斯坦前总理贝·布托的刺杀行动。
2013年3月24日，他結束「自我流亡」生涯回到了巴基斯坦，以准备参加5月举行的议会选举。但是在4月16日，巴基斯坦地方法院宣布撤銷穆沙拉夫的候選資格。
2013年4月18日，伊斯蘭堡高等法院下令穆沙拉夫因非法拘捕大法官等罪名而必須被逮捕；隔天，警察則將其拘禁於伊斯蘭堡警察總部。而巴基斯坦參議院則要求就2007年的處置方式提出叛國罪名。4月30日，巴基斯坦一家法院駁回前總統穆沙拉夫上訴，不僅維持另一家法院先前禁止他參加這一次選舉的判決，同時終身禁止穆沙拉夫參選公職。
2016年3月18日，穆沙拉夫乘坐飞机抵达阿联酋迪拜就医。此前，巴基斯坦最高法院和联邦政府均取消了对他的出国限制。
2019年12月17日，由三名法官组成的特别法庭在二票贊成、一票反對下，裁定穆沙拉夫叛国罪成並判处死刑。但由於穆沙拉夫在阿联酋迪拜居住（该国和巴基斯坦没有引渡条约），相信裁決對其影響甚微。但是巴基斯坦当局扬言说，即使他死了，也必须悬尸三天作为惩罚。不過該判决后来於2020年1月被推翻。
穆沙拉夫晚年长时间入院接受淀粉样变治疗。2023年2月5日，穆沙拉夫因病在阿拉伯聯合酋長國迪拜逝世，終年80歲。其遺體隨後運回巴基斯坦，於7日在卡拉奇的古爾莫哈爾馬球場一座清真寺的馬里爾營地舉行祈禱葬禮，儀式過後在軍事墓地以軍禮下葬。